# Страхование грузов
Страхование грузов — один из видов имущественного страхования, имеющий целью защиту имущественных интересов владельцев грузов на случай наступления убытков, вызванных различного рода происшествиями (страховыми событиями) в процессе транспортировки груза. В России страхование грузов - один из самых стабильных видов страхования, характеризующийся весьма слабой изменчивостью основных показателей от одного года к другому.

## Международные правила страхования грузов
Большое распространение во внешней торговле получили правила, известные как «Оговорки А, В и С Института Лондонских Страховщиков по страхованию грузов» (Institute Cargo Clauses «A», «B», «C»). Эти правила предусматривают 3 варианта страхования, обозначенные буквами «А», «В» и «С». Эти три варианта страховой защиты груза отличаются разной степенью ответственности страховщика за возможные риски.
В практике страхования существует два основных принципа комбинирования рисков при формировании страховой защиты. Оба они используются в страховании грузов.
Первый принцип построен на методе исключения, то есть по этому принципу груз страхуется от всех рисков, за исключением некоторых. Именно по этому принципу построена страховая защита при страховании на условиях «С ответственностью за все риски» Правил страхования грузов, а также Оговорки «А» Института Лондонских Страховщиков Грузов. В соответствии с Правилами страхования грузов страховщиком не возмещаются убытки, происшедшие вследствие:
- а) всякого рода военных действий или мероприятий и их последствий, повреждения или уничтожения минами, торпедами, бомбами и другими орудиями войны, пиратских действий, а также вследствие гражданской войны, народных волнений и забастовок, конфискации, реквизиции, ареста или уничтожения грузов по требованию военных или гражданских властей;
- б) прямого или косвенного воздействия атомного взрыва, радиации или радиоактивного заражения, связанных с любым применением атомной энергии и использованием расщепляемых материалов;
- в) умысла или грубой небрежности страхователя или выгодоприобретателя, или их представителей, а также вследствие нарушения кем-либо из них установленных правил перевозки, пересылки и хранения грузов;
- г) влияния температуры, трюмного воздуха или особых свойств и естественных качеств груза, включая усушку;
- д) несоответствующей упаковки или укупорки грузов и отправления грузов в поврежденном состоянии;
- е) огня или взрыва вследствие погрузки с ведома страхователя или выгодоприобретателя, или их представителей, но без ведома Страховщика, веществ и предметов, опасных в отношении взрыва или самовозгорания;
- ж) недостачи груза при целости наружной упаковки;
- з) повреждения груза червями, грызунами и насекомыми;
- и) замедления в доставке груза и падения цен; не возмещаются также всякие другие косвенные убытки Страхователя, кроме тех случаев, когда по условиям страхования такие убытки подлежат возмещению в порядке общей аварии.

Второй принцип построен на методе включения, то есть груз считается застрахованным только от тех рисков, которые перечислены. Именно по этому принципу построена страховая защита при страховании на двух других условиях Правил страхования грузов и, соответственно, Оговорки «В» и «С» Института Лондонских Страховщиков Грузов. Второй и третий вариант транспортного страхования грузов обеспечивают меньшую защиту грузов от возможных рисков и включают 5 групп рисков:
1. Огонь, молния, буря, вихрь и другие стихийные бедствия, крушение или столкновение судов, самолетов и других перевозочных средств между собой, или удара их о неподвижные или плавучие предметы, посадка судна на мель, провал мостов, взрыв, повреждение судна льдом, подмочка забортной водой;
2. Пропажа судна или самолета без вести;
3. Несчастные случаи при погрузке, укладке, выгрузке груза и приеме судном топлива;
4. Общая авария;
5. Все необходимые и целесообразные произведенные расходы по спасанию груза, а также по уменьшению убытка и по установлению его размера, если убыток возмещается по условиям страхования.

Особенностью страхования на условиях «Без ответственности за повреждение, кроме случаев крушения» (Оговорка "С") является то, что, несмотря на идентичность рисков, предусмотренных условиями «С ответственностью за частную аварию», в этом случае возмещаются убытки только от полной гибели всего или части груза, а убытки от повреждения груза возмещаются лишь в случаях : крушения или столкновения, пожара или взрыва на судне, самолете или другом перевозочном средстве.
Специфическим при страховании грузов является страхование (при всех трех условиях) убытков, расходов и взносов от общей аварии (англ. general average). Общей аварией признаются убытки, понесенные вследствие намеренно и разумно произведенных чрезвычайных расходов или пожертвований ради общей безопасности, в целях сохранения от общей опасности имущества, участвующего в общем морском предприятии, — судна, фрахта и перевозимого судном груза. Например, экипаж судна при возникновении пожара на борту может в целях спасания судна и груза выбросить часть груза за борт или залить его водой. В этом случае ущерб и расходы от общей аварии раскладываются на владельцев грузов, судна и фрахта пропорционально их стоимости. Производится расчет убытков, т. н. диспаша (average adjustment). У всех участников общей аварии: владельцев грузов и др. возникает либо обязанность возместить ущерб и расходы от общей аварии, либо право требовать возмещения ущерба. Причем эти права и обязанности возникают согласно Кодексу торгового мореплавания независимо от того застрахован груз или нет.
Страхование в этом случае позволяет оперативно урегулировать претензии по возможному ущербу от общей аварии.
По согласованию сторон также могут быть застрахованы риски, которые обычно являются исключением. Например, по отдельному договору страхуются военные риски, волнения и другие. Регулярные грузоперевозки однотипных партий часто страхуются по генеральному полису, что позволяет сократить транзакционные издержки, упростить и ускорить процедуру страхования.

## Incoterms и страхование грузов
В соответствии с Международными правилами «Incoterms—2000», составленными и рекомендованными Международной торговой палатой и применяемыми во внешней торговле, определяются два важных условия экспортно-импортной сделки — момент перехода риска потери или повреждения товара и распределения затрат между продавцом и покупателем:
Как показывает анализ «Incoterms—2000», обязательства относительно страхования грузов содержатся только при поставке грузов на условиях CIF (Cost, Insurance & Freight — стоимость, страхование и фрахт) и CIP (Cost, Insurance paid to… — перевозка и страхование оплачены до…). При поставке на этих условиях продавец обязан застраховать товар в страховой компании с хорошей репутацией. Учитывая то обстоятельство, что переход риска потери и/или повреждения груза не совпадает с распределением затрат между продавцом и покупателем, получателем страхового возмещения по договору страхования (выгодоприобретателем) при поставке на условиях CIF или CIP является покупатель. Соответственно страховой полис вместе с другими документами, предусмотренными контрактом, передается покупателю. Минимальная страховая сумма должна покрывать сумму контракта (то есть стоимость товара и фрахта) плюс 10 % и должна быть установлена в валюте контракта. Международные правила требуют заключения договора страхования, если в контракте не оговорено иное, на условиях минимального покрытия рисков, что соответствует условиям «С» Оговорок Института Лондонских страховщиков (Institute of London Underwriters) по страхованию грузов. Данные условия практически соответствуют условиям «Без ответственности за повреждение, кроме случаев крушения». При всех остальных условиях поставки по «Инкотермс-2000» не содержится требований к сторонам по обязательному страхованию грузов.
Таким образом, при заключении экспортного или импортного контракта перед продавцом или покупателем неизбежно встает вопрос об уменьшении вероятного ущерба. Выбор того или иного варианта страхования стороны решают либо выбором условий страхования в контракте (при поставке на условиях CIF или CIP), либо каждая сторона решает этот вопрос для себя самостоятельно, учитывая распределение рисков.
При поставке на условиях CIF или CIP , если в контракте не оговорено иное, продавец осуществляет страхование на условиях минимального покрытия рисков. Этого зачастую бывает достаточно при поставке товаров, которые вряд ли могут быть повреждены в процессе транспортировки, например, кокс, металл в чушках, нефть, скрап и т. п. Однако, при транспортировке, например, ценного оборудования, приборов, желательно страхование на условиях «От всех рисков». Поэтому при заключении контракта стороны должны выбрать вариант страхования, адекватный товару, способу его упаковки и транспортировки.